# Aristocle (nome)
Aristocle  è un nome proprio di persona italiano maschile. 

## Varianti in altre lingue
- Catalano: Aristocles[2]
- Greco antico: Αριστοκλης (Aristokles)[3]
- Latino: Aristocles[3]
- Polacco: Arystokles
- Spagnolo: Aristocles[2]

## Origine e diffusione
Nome rarissimo in Italia, noto tra l'altro per essere stato il vero nome di Platone; deriva dal greco Αριστοκλης (Aristokles); è composto da αριστος (aristos, "migliore") e da κλεος (kleos, "gloria"), e il significato può essere interpretato come "gloria dei migliori" o "la gloria migliore" (simile a quello dei nomi Filiberto e Mindaugas).
Entrambi gli elementi sono comuni nell'onomastica greca; αριστος si ritrova in Aristofane, Aristotele, Aristogitone, Aristeo e Aristide, κλεος in Clio, Cleopatra, Patroclo, Pericle, Empedocle, Temistocle, Tecla ed Ercole.

## Onomastico
L'onomastico ricorre il 20 giugno (o il 23 giugno) in memoria di san Aristocle, martire con altri compagni a Salamina.

## Persone
- Aristocle, scultore greco antico
- Aristocle, vero nome di Platone, filosofo greco antico
- Aristocle di Messene, filosofo siceliota
- Aristocle di Rodi, grammatico e retore greco antico
- Aristocle di Sicione, scultore greco antico